# Лахш
Район Лахш (тадж. Ноҳияи Лахш), до 2016 года — Джиргатальский район (тадж. Ноҳияи Ҷиргатол, кырг. Жерге-Тал району) — район республиканского подчинения в Таджикистане.
Образован 10 марта 1931 года в составе Таджикской ССР как Джиргатальский район. В 1939—1955 годах входил в Гармскую область. Решением Правительства Республики Таджикистан № 29 от 2 февраля 2016 года и Постановлением Национального Совета Высшего Собрания РТ № 204 от 3 марта 2016 года Джиргатальский район переименован в район Лахш.
Районный центр — посёлок городского типа Вахдат. Территория района Лахш составляет 4580,1 км².

## География
Район Лахш расположен в Раштской долине. На севере граничит с Баткенской областью Кыргызстана, на западе — с Раштским районом, на юге — с Таджикабадским и Сагворским районами, на востоке — с Чон-Алайским районом Ошской области Кыргызстана и Мургабским районом ГБАО Таджикистана.
Территорию восточной части района занимает Таджикский национальный парк.

## Население
Население по оценке на 1 января 2022 года составляет 54 400 человек, в том числе городское — в посёлке Вахдат — 9,4 % или 5100 человек.
| Численность населения | Численность населения | Численность населения | Численность населения | Численность населения | Численность населения | Численность населения | Численность населения |
| 1939                  | 2003                  | 2004                  | 2005                  | 2006                  | 2007                  | 2008                  | 2009                  |
| --------------------- | --------------------- | --------------------- | --------------------- | --------------------- | --------------------- | --------------------- | --------------------- |
| 17 971                | ↗55 100               | ↗56 000               | ↗56 900               | ↗57 800               | ↗58 700               | ↗59 800               | ↗60 900               |
| 2019                  | 2020                  | 2021                  | 2022                  |                       |                       |                       |                       |
| ↗65 100               | ↗66 400               | ↘53 300               | ↗54400                |                       |                       |                       |                       |

В отличие от мургабских киргизов республики Таджикистан, лахшские киргизы традиционно отличаются более высоким уровнем жизни. Это, а также большое количество смешанных таджикско-киргизских браков в районе являются причиной того, что местные киргизы менее склонны к переселению в Киргизию в статусе кайрылманов.

## Административное деление
В состав района Лахш входят 1 посёлок городского типа (тадж. шаҳрак) — Вахдат, 9 сельских общин (тадж. ҷамоат), и 53 сёл:
| Административное деление района Лахш |                  |
| Сельская община                      | Население (2015) |
| Вахдат, пгт                          | 5900             |
| Верхний Лахш                         | 10601            |
| Истиклол                             | 3890             |
| Лахш                                 | 4938             |
| Навруз                               | 9180             |
| Нурафшон                             | 8510             |
| Пильдон                              | 7335             |
| Сайлиобод                            | 4567             |
| Саритал                              | 3220             |
| Сурхоб                               | 2585             |

Главой района Лахш является Председатель Хукумата, который назначается Президентом Республики Таджикистан. Главой правительства района Лахш является Председатель Хукумата. Законодательный орган района Лахш — Маджлис народных депутатов, который избирается всенародно на 5 лет.

## Известные уроженцы
- Халифа Кудайдат (1450—..... ) Мула Село АК Мойнок
- Камаров, Дженбай (1925—1997) — полный кавалер ордена Славы[14].